# Durbec alablanc
El durbec alablanc (Mycerobas carnipes) és una espècie d'ocell de la família dels fringíl·lids (Fringillidae) que habita boscos del nord-est de l'Iran, Afganistan, est de l'Uzbekistan i Kazakhstan, Kirguizstan, Tadjikistan, nord del Pakistan i de l'Índia, sud-est del Tibet, nord-est de Myanmar i centre de la Xina.